# Lise Bech
Lise Bech, née le 16 septembre 1961 à Charlottenlund (Danemark), est une femme politique danoise, membre des Démocrates danois. Elle est membre du Folketing depuis 2015.

## Biographie
Engagée au sein du Parti populaire danois, Lise Bech devient conseillère municipale de Støvring en 1999. Elle est réélue lors des élections municipales de novembre 2001, lors desquelles elle est tête de liste pour son parti. Elle n'est pas candidate à sa réélection en novembre 2005.
Elle retrouve un mandat municipal en étant élue au conseil municipal de Rebild en novembre 2013.
Elle est élue députée au Folketing lors des élections législatives de juin 2015. Pendant son premier mandat, elle est la porte-parole de son groupe parlementaire sur les questions d'agriculture et d'alimentation.
Elle est réélue pour un second mandat lors des élections législatives de juin 2019. Après le scrutin, elle conserve le rôle qu'elle occupait au sein de son groupe lors de son premier mandat, et devient également porte-parole pour les anciens combattants et la préparation aux situations d'urgence.
En février 2022, elle fait partie des quatre députés du Parti populaire danois à annoncer leur départ du parti pour protester contre Morten Messerschmidt, élu à la présidence du mouvement quelques semaines plus tôt. Elle siège alors comme indépendante au Folketing jusqu'en août, où elle rejoint les Démocrates danois, le nouveau parti de l'ancienne ministre Inger Støjberg. 
Elle est réélue pour un troisième mandat sous l'étiquette de son nouveau parti lors des élections législatives anticipées de novembre 2022. Après le scrutin, elle prend la présidence de la commission des affaires étrangères du Folketing.
En janvier 2025, elle annonce qu'elle ne sera pas candidate à sa réélection lors des prochaines élections législatives, devant avoir lieu au plus tard en octobre 2026.